# Соколов, Николай Сергеевич
Николай Сергеевич Соколов (15.02.1897 — 30.07.1963) — советский учёный в области земледелия, член-корреспондент ВАСХНИЛ (1956).

## Биография
Родился в г. Александров Владимирской губернии.
Окончил Московскую сельскохозяйственную академию им. К. А. Тимирязева (1923), там же учился в аспирантуре (1925—1927) и работал: ассистент кафедры почвоведения и кафедры земледелия (1926—1930), заведующий кафедрой общего земледелия (1930—1939).
В 1939—1948 гг. заведующий кафедрой земледелия Московского института механизации и электрификации сельского хозяйства. В 1956—1961 гг. заместитель академика-секретаря Отделения земледелия ВАСХНИЛ. С 1961 г. главный специалист по вопросам общего земледелия Управления научных учреждений МСХ СССР.
Профессор (1938), член-корреспондент ВАСХНИЛ (1956).
Автор учебника для вузов «Общее земледелие», неоднократно переиздававшегося.
Награждён орденом Ленина (1954), орденами Трудового Красного Знамени (1957), «Знак Почёта» (1940, 1944), медалями «За доблестный труд в Великой Отечественной войне 1941—1945 гг.» (1946), «В память 800-летия Москвы» (1947), «За освоение целинных земель» (1956), тремя медалями ВСХВ.
Умер 30 июля 1963 года после тяжелой и продолжительной болезни. Похоронен на Новодевичьем кладбище (Колумбарий, секция 118).

## Семья
Первая жена — Лобанова Таисия Алексеевна (1898—1993) — кандидат с/х наук. Дочь — Соколова (Люсова) Людмила Николаевна (1928—2008)
Вторая жена — Ангелина Григорьевна Галкина (1907—1987), кандидат экономических наук, художница-флористка.

## Награды
- Орден «Знак Почёта» (06.12.1940) — «в ознаменование 75-летнего юбилея Московской ордена Ленина Сельскохозяйственной Академии имени К. А. Тимирязева, за выдающиеся заслуги в деле развития сельскохозяйственных наук и подготовки высококвалифицированных специалистов сельского хозяйства»